# مچنیکوو
مچنیکوو (به لاتین: Mechnikovo) یک منطقهٔ مسکونی در روسیه است که در باشقیرستان واقع شده‌است.